# سن-اوگوستن، کبک
سن-اوگوستن (به فرانسوی: Saint-Augustin) شهری در منطقه شهری خلیج سن-لوران ناحیه کوت-نور در استان کبک کانادا است. در سرشماری سال ۲۰۱۱ این شهر ۸۵۳ نفر جمعیت داشته‌است و مساحت آن ۱٬۴۳۵٫۸۲ کیلومتر مربع است.